# Crans-Montana
Crans-Montana – miejscowość i gmina (commune) w południowej Szwajcarii, w kantonie Valais, w okręgu (district) Sierre. Ośrodek narciarski na południowych zboczach Alp Berneńskich. Powstała 1 stycznia 2017 w wyniku połączenia gmin Chermignon, Mollens, Montana i Randogne.
Leży na płaskowyżu powyżej Rodanu, na wysokości 1495 m n.p.m. Nad Crans-Montaną wznoszą się m.in. szczyty: Mont Bonvin (2995 m), Sex Rouge (2893 m) i Bella Lui (2548 m).
Jest jednym z miejsc w Szwajcarii najczęściej odwiedzanych przez narciarzy. Atutem tego regionu jest bogata infrastruktura narciarska, ponad 50 hoteli (40 tysięcy miejsc noclegowych), ponad 160 km tras i około 40 kolei linowych różnego rodzaju i wyciągów narciarskich. Większość tras narciarskich wytyczono na południowych stokach, co oznacza jazdę w słońcu. Na położonym powyżej miejscowości, na północ od Mont Bonvin, lodowcu Glacier de la Plaine Morte przez cały rok panują wyśmienite warunki dla narciarstwa biegowego i turystyki narciarskiej. Lodowiec jest dostępny dzięki kolei linowej systemu funitel (Funitel Violettes – Plaine Morte), stanowiącej najwyższe ogniwo sieci kolei linowych wychodzących z Crans-Montana.
W 1924 roku zainstalowano tu pierwszy wyciąg saniowy dla narciarzy. Organizowano tu zawody Pucharu Świata w narciarstwie alpejskim. Tutaj także w 1987 roku odbyły się 29. Mistrzostwa Świata w narciarstwie alpejskim.

## Demografia
W Crans-Montana mieszka 10 271 osób. W 2022 roku 35,7% populacji gminy stanowiły osoby urodzone poza Szwajcarią.

## Transport
Przez teren gminy przebiegają drogi główne nr 208 i nr 210.

## Galeria

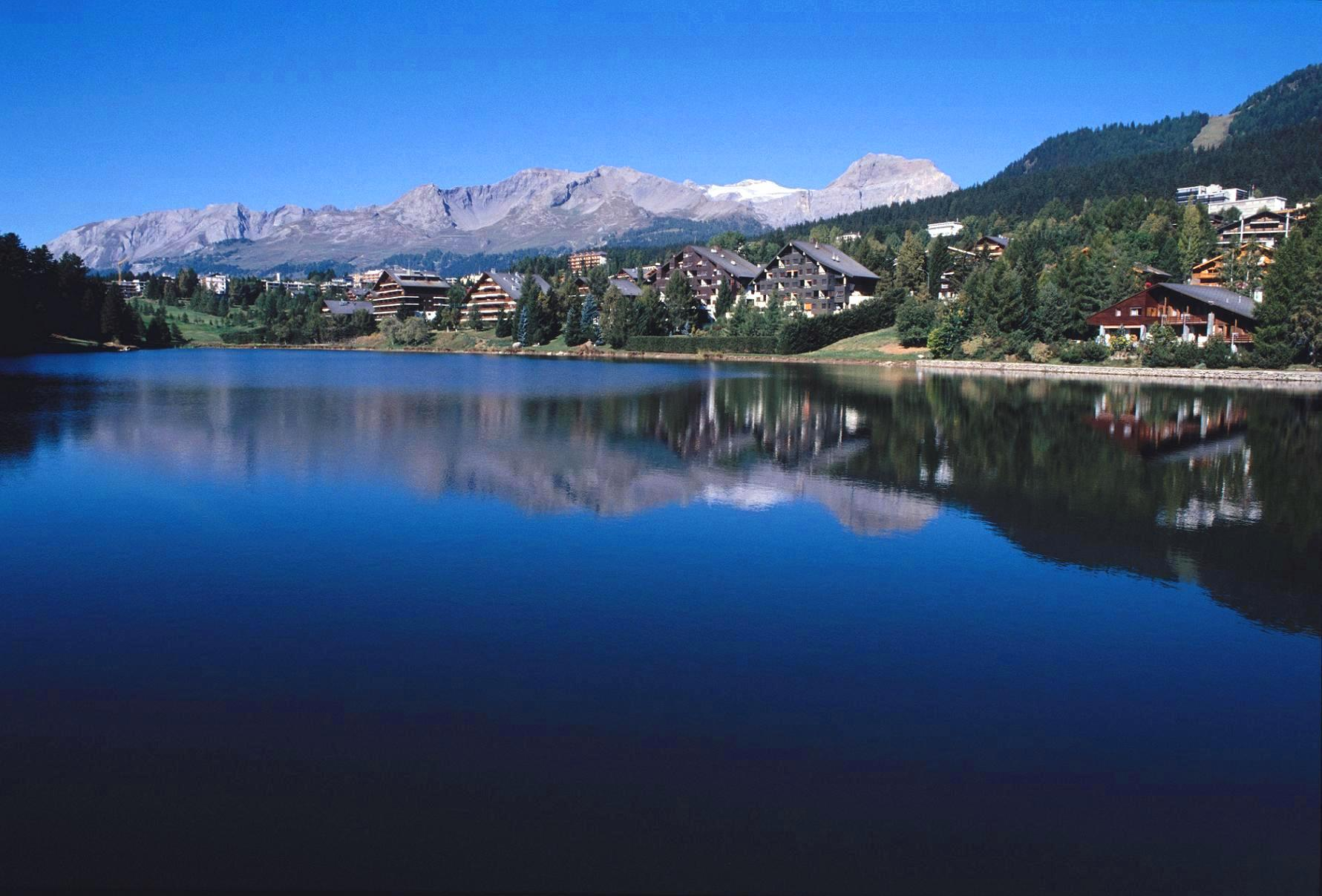
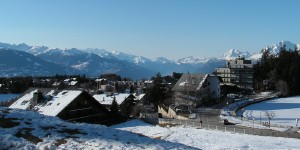
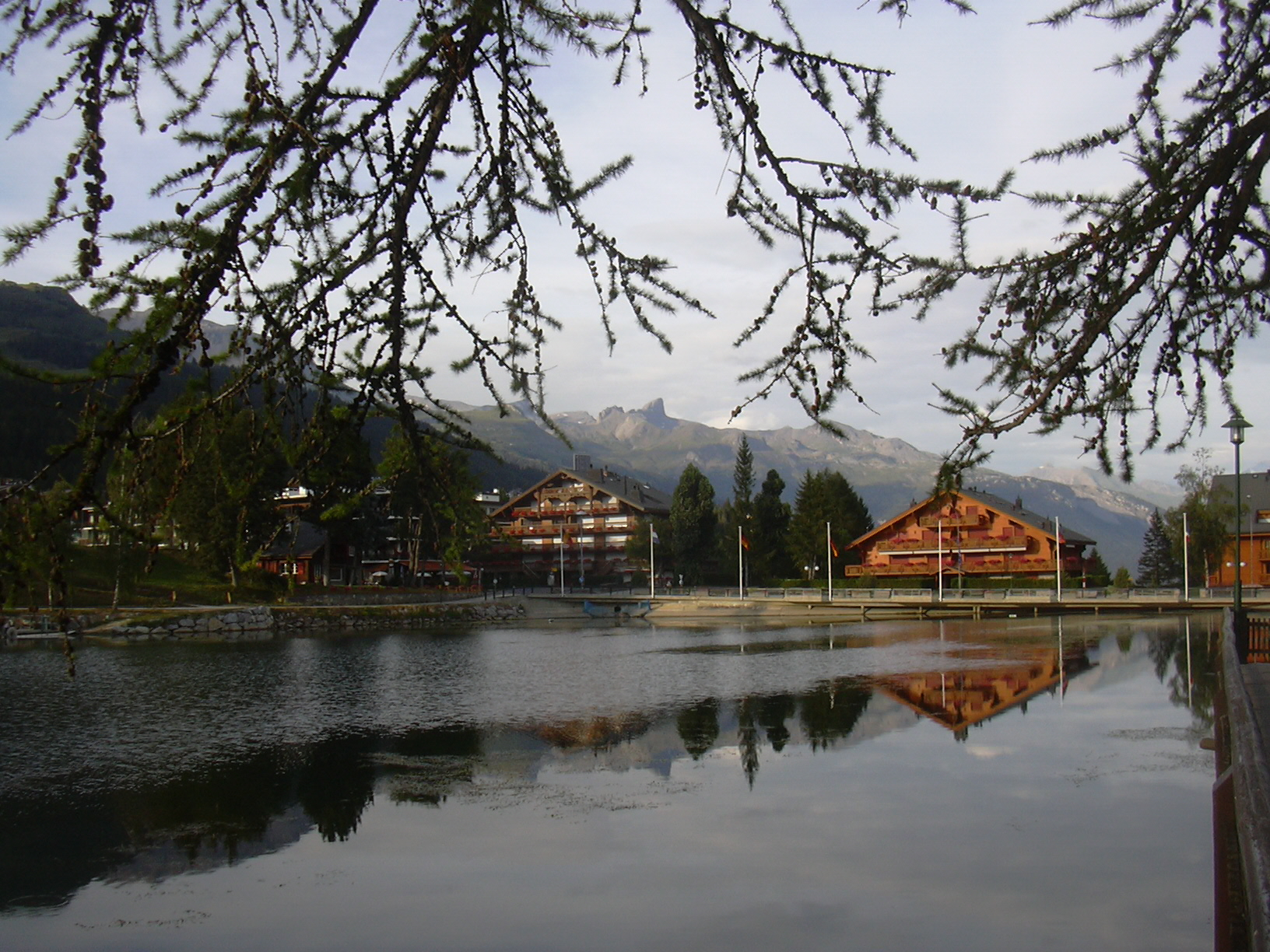